# Absurd (gruppo musicale tedesco)
Gli Absurd sono un gruppo black metal tedesco, formatosi nel 1992. Sono definiti NSBM in quanto seguaci di ideologie naziste.

## Storia del gruppo
Il gruppo è stato fondato nel 1992 a Sondershausen (Turingia) dal cantante/chitarrista Sebastian Schauseil, dal batterista Hendrik Möbus e a cui si aggiunse più tardi il bassista Andreas Kirchner. Come ogni black metal band, i componenti si diedero alcuni pseudonimi: Dark Mark Doom (Schauseil), Randall Flagg o Jarl Flagg Nidhögg (Möbus), Chuck Daniels o Chuck Highlander Surt (Kirchner). Il gruppo venne messo sotto contratto dalla Nebelfee Klangwerke, casa discografica presieduta da Ronal Möbus, fratello di Hendrik. I tre ragazzi incisero un promo e una demo nello stesso anno (God's Death e Death form the Forest). In seguito la band perse tutti i suoi membri originari a causa dell'assassinio dell'allora quindicenne Sandro Beyer e, attualmente, presenta una formazione del tutto differente. Ora il gruppo è formato da Ronal Möbus (voce e basso), Unhold (chitarra) e Sven Zimper (batteria). Il gruppo ha finora pubblicato sei album in studio. Il loro stile è un black metal con notevoli influenze folk e viking mentre i temi della loro musica sono nazismo, antisemitismo e paganesimo.

## Problemi con la legge

### L'omicidio di Sandro Beyer
Gli Absurd divennero noti nell'underground a causa di un raccapricciante evento avvenuto il 29 aprile 1993, a quel tempo avevano circa 17 anni. Sandro Beyer, un ragazzino di 15 anni, solo e senza amici, fu affascinato dal carisma maledetto degli Absurd e tentò di aggregarsi alla loro compagnia, sebbene i tre ragazzi e i loro amici lo prendessero sempre in giro e non lo considerassero uno di loro. Beyer assisteva spesso alle loro prove e alle loro riunioni in una cava di pietre, in cui davano luogo a rituali occulti. Beyer commise l'errore di vociferare in giro le attività sataniste e l'ideologia nazional-socialista del gruppo, oltre che raccontare della relazione tra Schauseil e la madre di uno studente.
Un giorno, la fidanzata di Hendrik Möbus ingannò il ragazzino dicendogli di incontrarsi in un punto per poter parlare tutti insieme. L'accordo fu di trovarsi in un bosco alle 8:00 di sera. Arrivato in quel luogo, Beyer si trovò davanti i componenti degli Absurd, i quali lo strangolarono senza pietà con un cavo elettrico e lo seppellirono. Dopo l'assassinio, i tre ragazzi furono arrestati. In carcere, composero alcuni brani e cambiarono il loro nome in "In Ketten" ("In catene", in tedesco). Il loro lavoro fu intitolato Thuringian Pagan Madness e mostra in copertina la tomba di Sandro Beyer. Gli Absurd vennero rilasciati nel 1998 con la condizionale in quanto erano minorenni al momento dell'omicidio.

### Apologia del nazismo
Mentre Kirchner e Schauseil tornarono ad una vita normale, Möbus ha continuato ad avere problemi con la legge. Poco dopo l'uscita di galera, Möbus, durante un concerto, esibì il saluto romano, che costituisce un reato in Germania per inneggio al nazismo (cosa simile anche in Italia, viene chiamato apologia del fascismo) e venne ancora arrestato e in seguito messo in semilibertà. Successivamente, fuggì negli Stati Uniti per mettersi in contatto con William Luther Pierce, leader del movimento di estrema destra statunitense National Alliance, ma venne subito arrestato. Attualmente è detenuto in questa nazione, con l'accusa di violazione della libertà vigilata concessa e di apologia del nazismo. Gli Abyssic Hate hanno dedicato a lui un loro album, Suicidal Emotions.

## Formazione

### Formazione attuale
- Ronal Möbus (Wolf) — voce e basso (membro anche di Wolfsburg, Heldentum, Vargavinter, Sacrifice Slaughtered Jesus)
- Sven Zimper (Unhold) — chitarra (membro anche di Luror, Hellfucked, Wolfsmond, Cryogenic)

### Ex componenti
- Ragnare — voce
- Sebastian "Dark Mark Doom" Schauseil — voce, chitarra, basso
- Tormentor — chitarra
- Andreas Kirchner — basso
- Hendrik Albert Viktor Möbus — batteria

## Discografia

### Album in studio
- 1996 - Facta Loquuntur
- 2001 - Werwolfthron
- 2003 - Totenlieder
- 2005 - Blutgericht
- 2008 - Der Fünfzehnjahrige Krieg
- 2018 - Das neue Blutgericht

### Raccolte
- 1994 - God's Death/Sadness
- 2007 - Raubritter/Grimmige Volksmusik
- 2010 - Life Beyond the Grave: 1992-1994

### EP
- 1999 - Asgardsrei
- 2004 - Raubritter
- 2005 - Grimmige Volksmusik

### Split
- 1997 - Totenburg/Die Eiche
- 2002 - Wolfskrieger/Galdur Vikodlaks
- 2008 - Weltenfeind

### Singoli
- 2005 - Ein kleiner Vorgeschmack

### Demo
- 1992 - God's Death
- 1993 - Death from the Forest
- 1993 - Sadness
- 1994 - Out of the Dungeon
- 1994 - Ubungsraum
- 1995 - Thuringian Pagan Madness
- 1999 - Sonnenritter